# فرانسيسكو توريني
فرانسيسكو توريني (بالإيطالية: Francesco Turrini)‏ هو لاعب كرة قدم إيطالي في مركز الوسط، ولد في 18 أكتوبر 1965 في فولينيو في إيطاليا. لعب مع نادي أنكونا ونادي بارما ونادي بياتشينزا ونادي تارانتو 1927 ونادي كومو ونادي نابولي.